# The Beginning (álbum de Mercyful Fate)
The Beginning es el primer álbum recopilatorio y el cuarto álbum musical de la banda de Mercyful Fate, lanzado en 1987 por Roadrunner Records.
El álbum contiene el primer EP de la banda; Mercyful Fate ("Nuns Have No Fun") y otros cinco temas raros. El álbum fue lanzado ya disuelta la banda.

## Lista de canciones
| The Beginning |                                                        |              |          |  |
| N.º           | Título                                                 | Escritor(es) | Duración |  |
| 1.            | «Doomed By The Living Dead» (Mercyful Fate)            | King Diamond | 5:07     |  |
| 2.            | «A Corpse Without Soul» (Mercyful Fate)                |              | 6:52     |  |
| 3.            | «Nuns Have No Fun» (Mercyful Fate)                     |              | 4:17     |  |
| 4.            | «Devil Eyes» (Mercyful Fate)                           |              | 5:48     |  |
| 5.            | «Curse Of The Pharaohs» (Friday Rock Show BBC Radio 1) |              | 3:50     |  |
| 6.            | «Evil» (Friday Rock Show BBC Radio 1)                  |              | 4:01     |  |
| 7.            | «Satan's Fall» (Friday Rock Show BBC Radio 1)          |              | 10:28    |  |
| 8.            | «Black Masses» (Black Funeral)                         |              | 4:30     |  |

| Versión remasterizada 1997 |                                 |              |          |  |
| N.º                        | Título                          | Escritor(es) | Duración |  |
| 9.                         | «Black Funeral» (Black Funeral) |              | 2:50     |  |

## Integrantes
- King Diamond - vocalista
- Hank Sherman - guitarrista
- Michael Denner - guitarrista
- Timi Hansen - bajista
- Kim Ruzz - baterista